# AKR1B10
AKR1B10 (англ. Aldo-keto reductase family 1 member B10) – білок, який кодується однойменним геном, розташованим у людей на короткому плечі 7-ї хромосоми. Довжина поліпептидного ланцюга білка становить 316 амінокислот, а молекулярна маса — 36 020.
| 10         |  | 20         |  | 30         |  | 40         |  | 50         |
| ---------- |  | ---------- |  | ---------- |  | ---------- |  | ---------- |
| MATFVELSTK |  | AKMPIVGLGT |  | WKSPLGKVKE |  | AVKVAIDAGY |  | RHIDCAYVYQ |
| NEHEVGEAIQ |  | EKIQEKAVKR |  | EDLFIVSKLW |  | PTFFERPLVR |  | KAFEKTLKDL |
| KLSYLDVYLI |  | HWPQGFKSGD |  | DLFPKDDKGN |  | AIGGKATFLD |  | AWEAMEELVD |
| EGLVKALGVS |  | NFSHFQIEKL |  | LNKPGLKYKP |  | VTNQVECHPY |  | LTQEKLIQYC |
| HSKGITVTAY |  | SPLGSPDRPW |  | AKPEDPSLLE |  | DPKIKEIAAK |  | HKKTAAQVLI |
| RFHIQRNVIV |  | IPKSVTPARI |  | VENIQVFDFK |  | LSDEEMATIL |  | SFNRNWRACN |
| VLQSSHLEDY |  | PFNAEY     |  |            |  |            |  |            |

A: Аланін

C: Цистеїн

D: Аспарагінова кислота

E: Глутамінова кислота

F: Фенілаланін

G: Гліцин

H: Гістидин

I: Ізолейцин

K: Лізин

L: Лейцин

M: Метіонін

N: Аспарагін

P: Пролін

Q: Глутамін

R: Аргінін

S: Серин

T: Треонін

V: Валін

W: Триптофан

Кодований геном білок за функцією належить до оксидоредуктаз. 
Задіяний у такому біологічному процесі, як ацетилювання. 
Білок має сайт для зв'язування з НАДФ. 
Локалізований у лізосомі.
Також секретований назовні.